# Tau1 Gruis
Tau1 Gruis (τ1 Gruis, HD 216435) é uma estrela na constelação de Grus. Possui uma magnitude aparente visual de 6,04, sendo visível a olho nu em excelentes condições de visualização. De acordo com medições de paralaxe pelo satélite Gaia, está localizada a uma distância de 107,7 anos-luz (33,0 parsecs) da Terra.

## Características
Tau1 Gruis é classificada como uma estrela de classe G da sequência principal com um tipo espectral de G0V. No diagrama HR, a estrela encontra-se cerca de uma magnitude acima da sequência principal, o que indica que já é evoluída. Estima-se que tenha uma idade de 4,2 bilhões de anos e uma massa 28% maior que a massa solar. Com um raio 71% superior ao raio solar, a estrela está irradiando 3,4 vezes a luminosidade solar de sua fotosfera a uma temperatura efetiva de 6 000 K. Sua metalicidade é alta, com uma concentração de ferro 74% maior que a solar. Tau1 Gruis é uma estrela cromosfericamente inativa e não apresenta variabilidade fotométrica significativa.

## Sistema planetário
Em 2003, foi descoberto um planeta extrassolar orbitando Tau1 Gruis, detectado por espectroscopia Doppler como parte do Anglo-Australian Planet Search. As medições de velocidade radial da estrela indicam que esse objeto é um gigante gasoso análogo a Júpiter, com uma massa mínima de 1,3 vezes a massa de Júpiter e um semieixo maior de 2,6 UA. Sua órbita é quase circular, com uma possível excentricidade de 0,07, e tem um período de cerca de 1 300 dias.
Observações do sistema com o instrumento MIPS, no Telescópio Espacial Spitzer, detectaram excesso significativo de radiação infravermelha a 70 μm, indicando a presença de um disco circunstelar de poeira ao redor da estrela. A luminosidade da poeira equivale a no mínimo 0,0022% da luminosidade da estrela.
| Planeta | Massa           | Semieixo maior (UA) | Período orbital (dias) | Excentricidade |
| ------- | --------------- | ------------------- | ---------------------- | -------------- |
| b       | >1,26 ± 0,13 MJ | 2,56 ± 0,17         | 1311 ± 49              | 0,070 ± 0,078  |